# Stefan (Kalinowski)
Stefan, nazwisko świeckie Kalinowski (ur. 1700, zm. 5 września?/16 września 1753) – rosyjski biskup prawosławny pochodzenia ukraińskiego.

## Życiorys
Studia teologiczne uzyskał w Akademii Mohylańskiej w Kijowie. Po ukończeniu studiów wstąpił do monasteru Objawienia Pańskiego w tym samym mieście i wykładał w akademii, której był absolwentem. Od 1732 do 1733 był jej prefektem. Następnie przeszedł na analogiczne stanowisko do Akademii Słowiańsko-Grecko-Łacińskiej. Dwa lata później otrzymał godność archimandryty i objął stanowisko rektora Akademii, które tradycyjnie łączył z godnością przełożonego Monasteru Zaikonospasskiego. W roku następnym Świątobliwy Synod Rządzący przeniósł go do Ławry Aleksandra Newskiego w Petersburgu w charakterze przełożonego. Od 1736 zasiadał w Świętym Synodzie, brał udział w pracach nad cerkiewnosłowiańskim przekładem Biblii.
17 stycznia 1739 przyjął chirotonię biskupią, obejmując katedrę pskowską, faktycznie rezydował jednak nadal w Petersburgu i pozostawał przełożonym Ławry. Należał do najbardziej energicznych i zaangażowanych w pracę duszpasterską biskupów pskowskich. Szczególną uwagę poświęcał seminarium duchownemu w Pskowie. Na jego polecenie do szkoły oddawani byli wszyscy synowie duchownych w wieku od 7 do 15 lat, a najbardziej utalentowani kontynuowali naukę w szkole duchownej. Od 1740 polecił wykładać w seminarium kurs filozofii.
W 1745 został przeniesiony na katedrę nowogrodzką, na której pozostawał do śmierci w 1753. Również w eparchii nowogrodzkiej biskup dbał o poziom nauczania w miejscowym seminarium, wygląd i wyposażenie cerkwi. Był jednym z najbardziej utalentowanych kaznodziejów swojej epoki. W kierowanych przez siebie administraturach zwalczał ruch staroobrzędowy.